# 8 februari
8 februari is de 39ste dag van het jaar in de gregoriaanse kalender. Hierna volgen nog 326 dagen (327 dagen in een schrikkeljaar) tot het einde van het jaar.

## Gebeurtenissen
- Algemeen
  - 1909 - Een pont die gebruikt wordt om arbeiders over te zetten naar de glasfabriek in Diemen kantelt, waarbij acht mensen verdrinken.[1]
  - 1924 - In Carson City in de Amerikaanse staat Nevada wordt voor het eerst een doodvonnis voltrokken met behulp van een gaskamer.
  - 1973 - De Indonesische regering wijst de Amerikaanse fotojournaliste Wyn Sargent uit die als 'antropologisch onderzoek' was getrouwd met een Papoea-stamhoofd.
  - 1989 - De Italiaanse politie brengt in de havenstad Savona een Deens schip op met 170 ton wapens aan boord. De lading blijkt bestemd voor verzetsbewegingen in Bolivia en Colombia.
  - 2020 - Bij een schietpartij in een winkelcentrum in de Thaise stad Nakhon Ratchasima vallen zeker 29 doden en 57 gewonden. De dader, een militair, wordt na een urenlang vuurgevecht zelf doodgeschoten.
- Media
  - 2006 - De film The Last King of Scotland gaat in Nederland in première.
- Infrastructuur
  - 1948 - Busongeval te Weerst in de Belgische provincie Luik. Er zijn 24 doden te betreuren.
- Oorlog
  - 1904 - Japan valt Rusland aan; begin van de Russisch-Japanse Oorlog.
  - 2017 - Na de dood van ten minste zes medewerkers in het noorden van Afghanistan schort het Internationale Rode Kruis voorlopig alle hulp in het land op.
- Politiek
  - 421 - Keizer Honorius benoemt zijn zwager Constantius III tot medekeizer (Augustus) van het West-Romeinse Rijk.
  - 1635 - Frederik Hendrik van Oranje en Richelieu sluiten een verdrag dat de Zuidelijke Nederlanden verdeelt tussen de Republiek der Zeven Verenigde Nederlanden en Frankrijk.
  - 1860 - De Eerste Kamer der Staten-Generaal brengt het kabinet-Rochussen ten val door de verwerping van een wetsvoorstel inzake de aanleg en exploitatie van de Noorder- en Zuiderspoorweg.
  - 1989 - De politie in Paraguay arresteert een aantal hoge functionarissen die te boek staan als aanhangers van de net afgezette president Alfredo Stroessner.
- Recreatie
  - 2001 - Disney California Adventure Park, het tweede Disneypark binnen het Disneyland Resort, wordt geopend.
  - 2016 - Door stormachtig weer gaan diverse carnavalsoptochten niet door.
- Religie
  - 1600 - Giordano Bruno wordt tot de brandstapel veroordeeld door de Katholieke Kerk.
  - 1895 - Benoeming van Henricus van de Wetering tot hulpbisschop van Utrecht.
  - 1951 - Verheffing van de Apostolische prefectuur Banka en Belitung in Indonesië tot Apostolisch vicariaat Pangkal-Pinang.
  - 1997 - Ontslag van de Belg Henri Lemaître als nuntius in Nederland en benoeming van de Italiaan Angelo Acerbi tot zijn opvolger.
- Sport
  - 1931 - Bij het tweede zelfstandige wereldkampioenschap ijshockey in Polen prolongeert Canada de wereldtitel door ook de laatste wedstrijd in de finaleronde - tegen de Verenigde Staten - winnend af te sluiten: 2-0.
  - 1947 - Jan van der Hoorn wint de negende Elfstedentocht.
  - 1999 - Het Sloveens voetbalelftal behaalt de grootste overwinning uit zijn geschiedenis door Oman met 7-0 te verslaan in een oefenduel.
  - 2009 - De Nederlandse schaatser Sven Kramer wordt in Hamar, Noorwegen voor de derde keer op rij wereldkampioen in het allroundschaatsen. Hij wint de afsluitende tien kilometer in 13.05,21.
  - 2014 - Op de Olympische Winterspelen van Sotsji prolongeert Sven Kramer zijn olympische titel op de 5000 meter. Jan Blokhuijsen (zilver) en Jorrit Bergsma (brons) maken het podium compleet "oranje".
  - 2015 - Ivoorkust wint het Afrikaans kampioenschap voetbal in Equatoriaal-Guinea door Ghana na strafschoppen in de finale te verslaan met 9-8, na een eindstand van 0-0.
  - 2017 - Uit handen van bondscoach Roberto Martínez neemt voetballer José Izquierdo van Club Brugge in de AED Studios in Lint de Belgische Gouden Schoen 2016 in ontvangst.
  - 2020 - Raymond van Barneveld neemt in een uitverkocht AFAS Live, voor even omgedoopt tot Barney Dome, afscheid van de dartssport.
  - 2022 - Kjeld Nuis wint goud op de 1500 meter schaatsen tijdens de Olympische Winterspelen 2022 en rijdt daarbij een nieuw olympisch record: 1.43,21. Thomas Krol wint zilver op dezelfde afstand en ook hij is met 1.43,55 sneller dan het oude olympisch record.[2]
  - 2024 - De Nederlandse synchroonzwemsters Bregje en Noortje de Brouwer behalen bij de Wereldkampioenschappen synchroonzwemmen in Doha (Qatar) een zilveren medaille op het onderdeel vrije routine voor duetten. Het is de eerste medaille in de geschiedenis van het Nederlandse synchroonzwemmen. Het goud en de wereldtitel gaan naar het Chinese duo Wang Liuyi en Wang Qianyi. Kate Shortman en Isabelle Thorpe uit het Verenigd Koninkrijk veroveren brons.[3][4]
- Wetenschap en technologie
  - 1575 - Prins Willem I van Oranje sticht de Universiteit Leiden.
  - 1883 - Lewis Waterman vindt de vulpen uit.
  - 1936 - Antoine Jacques vraagt een octrooi aan voor de reep chocolade[5].
  - 1974 - Het derde en laatste team astronauten bestaande uit Gerald P. "Jerry" Carr, Edward G. Gibson en William R. Pogue verlaat na 84 dagen het Amerikaanse Skylab ruimtestation en keert terug naar de Aarde. Dit is het einde van het Skylab programma.[6]
  - 2003 - Ontdekking van Aoede, een maan van Jupiter, door Scott S. Sheppard, David C. Jewitt, Jan T. Kleyna, Yanga R. Fernandez en Henry H. Hsieh tijdens waarnemingen op het Mauna Kea-observatorium (Hawaï).[7]
  - 2023 - NASA maakt bekend dat de Curiosity rover op de planeet Mars rimpelingen in het gesteente heeft gevonden die volgens wetenschappers moeten zijn ontstaan door golven die miljarden jaren geleden zand op de bodem van het meer omwoelden. Een woordvoerder noemt dit het beste bewijs van water en golven dat tot nu toe gedurende deze missie is gevonden.[8]
  - 2023 - De Amerikaanse Federal Communications Commission (FCC) geeft goedkeuring aan een plan van Amazon waarin wordt beschreven hoe afgedankte satellieten van Project Kuiper op een verantwoorde manier zullen worden afgevoerd.[9][10]
  - 2024 - Lancering van een Falcon 9 raket van SpaceX vanaf Cape Canaveral Space Force Station Lanceercomplex 40 (SLC-40) voor de PACE (Plankton, Aerosol, Cloud, ocean Ecosystem) missie met de gelijknamige aardobservatiesatelliet van NASA.[11] Aan boord is een in Nederland gemaakt instrument, SPEXone, dat fijnstof gaat meten.[12]
  - 2024 - Copernicus, het aardobservatieprogramma van de Europese Unie, maakt bekend dat januari 2024 wereldwijd de warmste januarimaand is die tot nu toe is gemeten met een temperatuur die 0,12 °C hoger ligt dan de voorgaande warmste januari, die van het jaar 2020. Het is de 8e maand op rij die recordwarm is verlopen.[13]

## Geboren

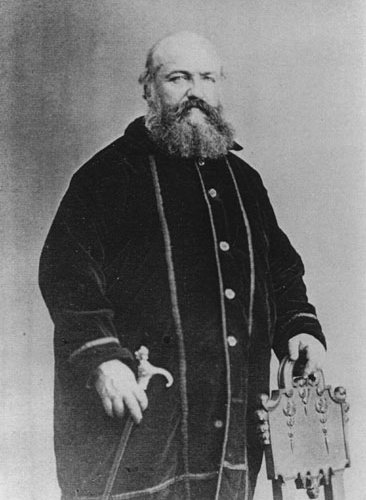
Eliphas Levi
geboren in 1810

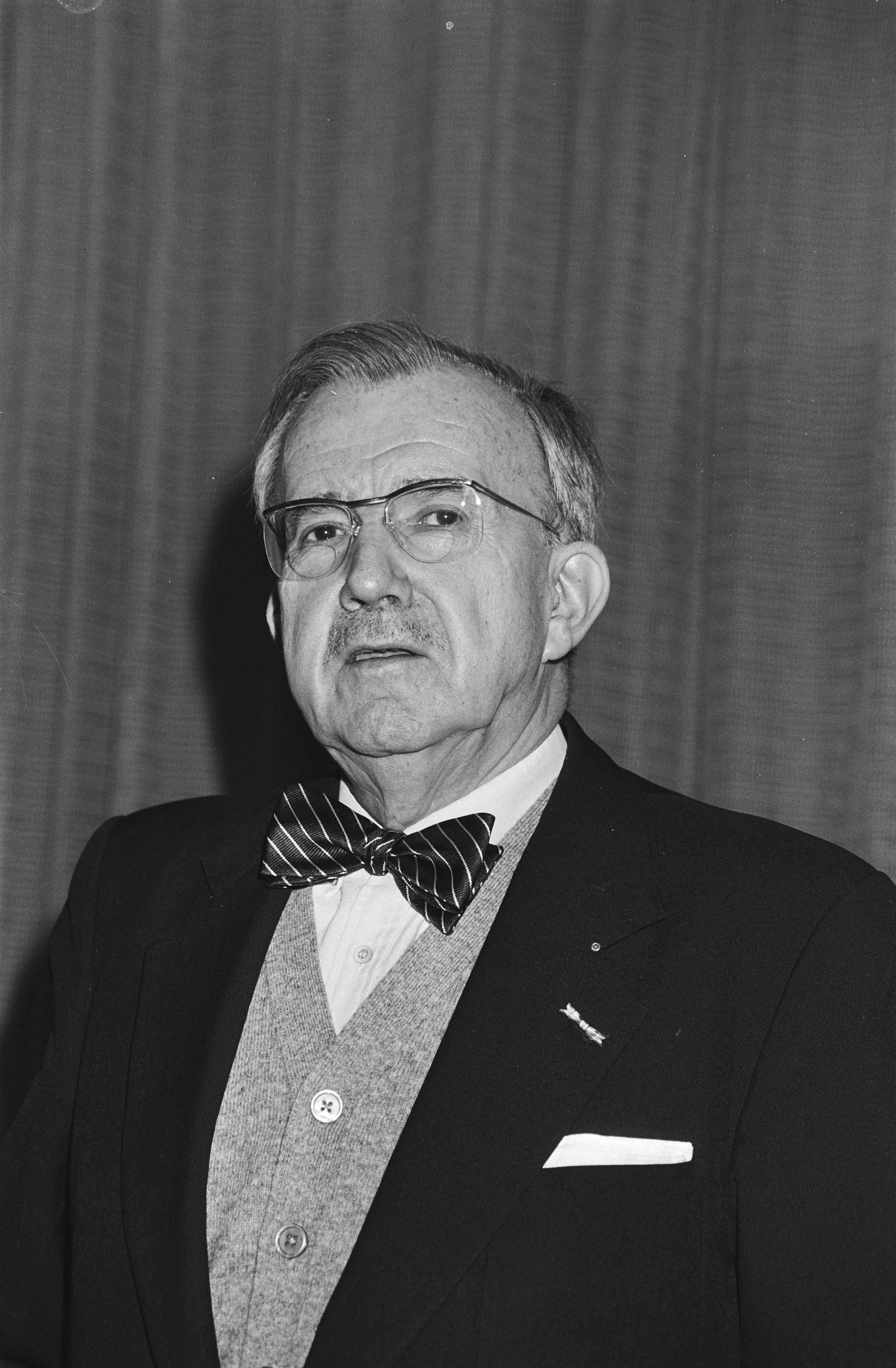
Henri Knap
geboren in 1911

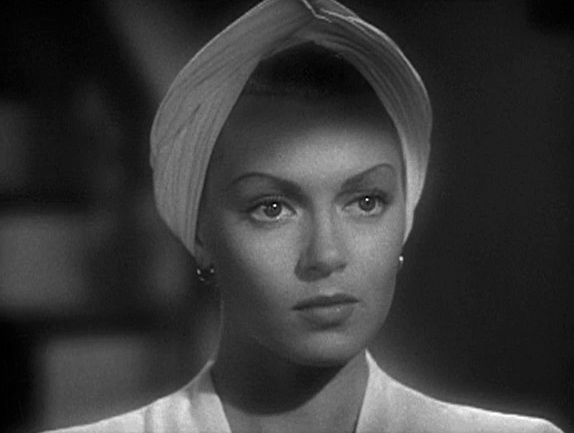
Lana Turner
geboren in 1921

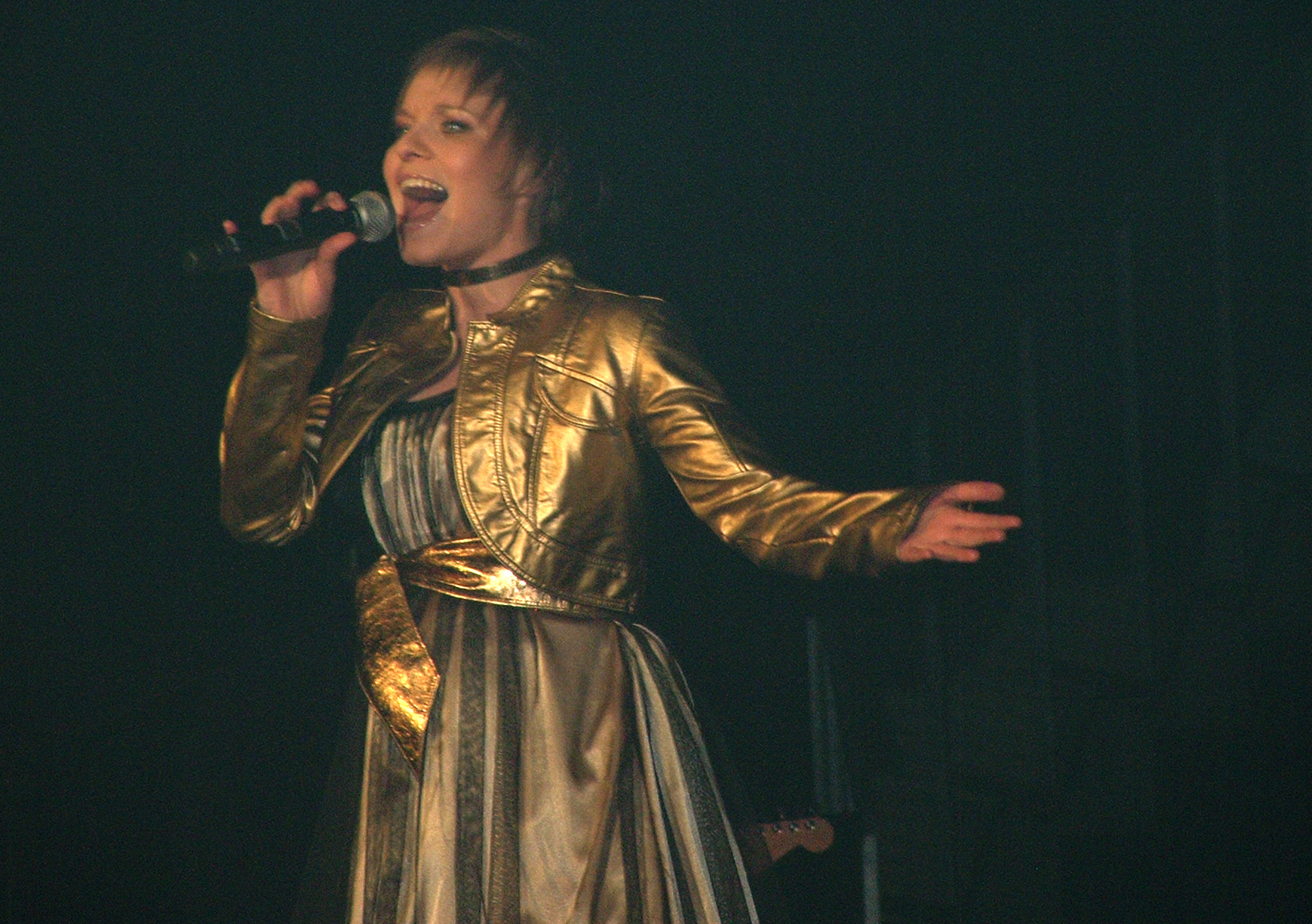
Free Soufriau
geboren in 1980

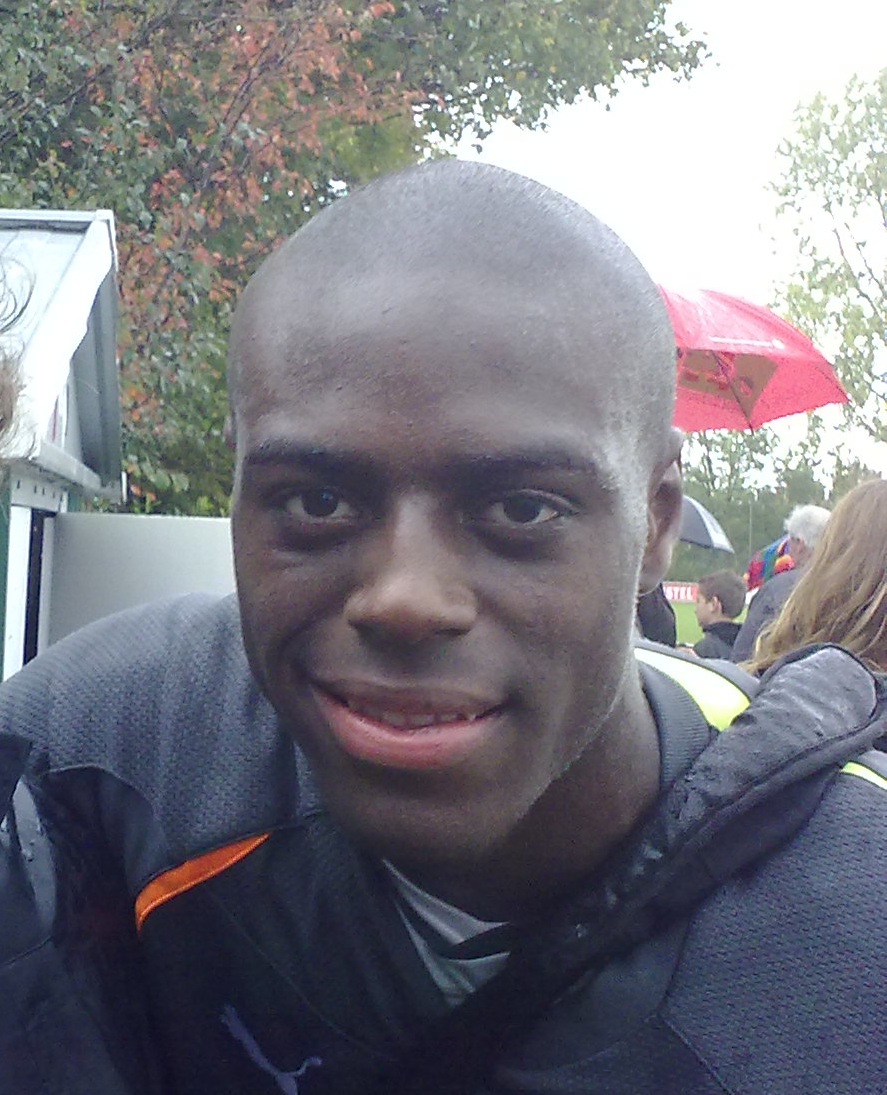
Bruno Martins Indi
geboren in 1992

- 411 - Proclus, Grieks filosoof en wiskundige (overleden 485)
- 1291 - Alfons IV van Portugal, koning van Portugal van 1325 tot 1357 (overleden 1357)
- 1641 - Robert Knox, Engels zeekapitein (overleden 1720)
- 1727 - Jean-André Deluc, Zwitsers geoloog en instrumentmaker (overleden 1817)
- 1810 - Norbert Burgmüller, Duits componist (overleden 1836)
- 1810 - Éliphas Lévi, Frans filosoof, occultist en vrijmetselaar (overleden 1875)
- 1820 - William Tecumseh Sherman, Amerikaans generaal (overleden 1891)
- 1828 - Jules Verne, Frans auteur en pionier in het sciencefictiongenre (overleden 1905)
- 1831 - Rebecca Lee Crumpler, Amerikaans arts, verpleegkundige en auteur (overleden 1895)
- 1834 - Dmitri Ivanovitsj Mendelejev, Russisch scheikundige (overleden 1907)
- 1845 - Francis Ysidro Edgeworth, Iers econoom (overleden 1926)
- 1849 - Aristide Cavallari, Italiaans kardinaal-patriarch van Venetië (overleden 1914)
- 1854 - Gerrit Johan Anne Schimmelpenninck, Nederlands politicus (overleden 1924)
- 1857 - Christiaan Snouck Hurgronje, Nederlands arabist en islamoloog (overleden 1936)
- 1861 - Harry Ward Leonard, Amerikaans elektrotechnicus (overleden 1915)
- 1862 - Charles Doudelet, Belgisch kunstschilder (overleden 1938)
- 1872 - Juan Abad, Filipijns toneelschrijver (overleden 1932);
- 1878 - Martin Buber, Oostenrijks-Israëlisch godsdienstfilosoof (overleden 1965)
- 1878 - Willem Hesselink, Nederlands voetballer (overleden 1973)
- 1880 - Franz Marc, Duits schilder (overleden 1916)
- 1882 - George Siegmann, Amerikaans acteur en filmregisseur (overleden 1928)
- 1889 - Siegfried Kracauer, Duits schrijver, journalist, socioloog, cultuurcriticus en filmtheoreticus (overleden 1966)
- 1894 - King Vidor, Amerikaans filmregisseur (overleden 1982)
- 1904 - Bill Tilden, Amerikaans tennisser (overleden 1953)
- 1904 - Henk Timmer, Nederlands tennisser (overleden 1998)
- 1905 - Preguinho, Braziliaans voetballer (overleden 1979)
- 1908 - Joaquim Fiúza, Portugees zeiler (overleden 2010)
- 1911 - Henri Knap, Nederlands journalist en schrijver (overleden 1986)
- 1912 - Erich Meng, Duits voetballer (overleden 1940)
- 1914 - Pierre Wijnants, Belgisch aartsbisschop (overleden 1978)
- 1918 - Frederick Blassie (Classy), Amerikaans professioneel worstelaar (overleden 2003)
- 1920 - Sverre Farstad, Noors schaatser (overleden 1978)
- 1920 - Mike Magill, Amerikaans autocoureur (overleden 2006)
- 1921 - Hans Albert, Duits filosoof (overleden 2023)
- 1921 - Lana Turner, Amerikaans actrice (overleden 1995)
- 1922 - Joeri Averbach, Russisch schaker (overleden 2022)
- 1924 - Charles Coste, Frans wielrenner
- 1924 - Khamtai Siphandon, Laotiaans president (overleden 2025)
- 1925 - Raimondo D'Inzeo, Italiaans ruiter (overleden 2013)
- 1925 - Jack Lemmon, Amerikaans acteur (overleden 2001)
- 1925 - Juana Marta Rodas, Paraguayaans keramiekkunstenaar (overleden 2013)
- 1926 - Neal Cassady, Amerikaans schrijver (overleden 1968)
- 1927 - Dan Van Severen, Belgisch kunstschilder (overleden 2009)
- 1928 - Theo Fransman, Nederlands politicus en bestuurder (overleden 2007)
- 1929 - Christian Marin, Frans acteur (overleden 2012)
- 1929 - Claude Rich, Frans acteur (overleden 2017)
- 1930 - Lili Rademakers, Nederlands filmregisseuse (overleden 2025)
- 1931 - James Dean, Amerikaans acteur (overleden 1955)
- 1932 - Cliff Allison, Brits autocoureur (overleden 2005)
- 1932 - Horst Eckel, Duits voetballer (overleden 2021)
- 1932 - John Williams, Amerikaans filmcomponist
- 1933 - Elly Ameling, Nederlands sopraan
- 1933 - Josef Taus, Oostenrijks politicus (overleden 2024)
- 1934 - Piet Blom, Nederlands architect (overleden 1999)
- 1936 - Ruud Bos, Nederlands componist (overleden 2023)
- 1937 - Jan Abrahamse, Nederlands cartograaf, wadloper en hoofdredacteur (overleden 2013)
- 1937 - Manfred Krug, Duits acteur en zanger (overleden 2016)
- 1938 - Marco Bakker, Nederlands zanger
- 1939 - José María Sison, Filipijns schrijver en activist (overleden 2022)
- 1939 - Egon Zimmermann, Oostenrijks alpineskiër (overleden 2019)
- 1941 - Wolfgang Blochwitz, Oost-Duits voetballer (overleden 2005)
- 1941 - Antonio De Rosso, Italiaans orthodox kerkleider (overleden 2009)
- 1941 - Nick Nolte, Amerikaans filmacteur en producer
- 1942 - Jean Gol, Belgisch politicus (overleden 1995)
- 1942 - Robert Klein, Amerikaans acteur, filmproducent, scenarioschrijver, zanger en stand-upcomedian
- 1943 - Creed Bratton, Amerikaans acteur en muzikant
- 1944 - Leonid Mikitenko, Sovjet-Russisch/Kazachs atleet
- 1944 - Sebastião Salgado, Braziliaans fotograaf (overleden 2025)
- 1944 - Alexander Vencel, Tsjechoslowaaks voetballer
- 1946 - Ivan Heylen, Belgisch journalist en zanger
- 1946 - Gert Jonke, Oostenrijks dichter (overleden 2009)
- 1948 - Martin De Jonghe, Belgisch radiomaker
- 1948 - Roelant Radier, Nederlands acteur
- 1949 - Brooke Adams, Amerikaans actrice
- 1949 - Bernard Gallacher, Schots golfer
- 1949 - Niels Arestrup, Frans acteur, scenarioschrijver en filmproducent (overleden 2024)
- 1950 - Paul Codde, Belgisch acteur en televisieomroeper
- 1952 - Jan Willem Boogman, Nederlands atleet
- 1952 - Francisco das Chagas Marinho (Marinho Chagas), Braziliaans voetballer (overleden 2014)
- 1953 - Mary Steenburgen, Amerikaans actrice
- 1954 - Roger van Boxtel, Nederlands politicus
- 1955 - John Grisham, Amerikaans schrijver
- 1955 - Svein Grøndalen, Noors voetballer
- 1955 - Jim Neidhart, Amerikaans worstelaar (overleden 2018)
- 1957 - Ton Vermeulen, Nederlands historicus en schrijver
- 1958 - Pedro Acharon jr., Filipijns politicus
- 1958 - Christina Brehmer, Duits atlete
- 1959 - Henry Czerny, Canadees acteur
- 1960 - Benigno Aquino III, president van de Filipijnen (2010-2016) (overleden 2021)
- 1961 - Ralf Åkesson, Zweeds schaker
- 1963 - Betty Vansteenbroek, Belgisch atlete
- 1964 - Larry Clarke, Amerikaans acteur
- 1964 - Trinny Woodall, Brits journaliste
- 1965 - Joshua Kadison, Amerikaans zanger en liedjesschrijver
- 1965 - Richard van Zwol, Nederlands topambtenaar en lid van de Raad van State
- 1966 - Dmitri Konysjev, Russisch wielrenner
- 1966 - Bruno Labbadia, Duits voetballer en voetbalcoach
- 1966 - Christo Stoitsjkov, Bulgaars voetballer
- 1967 - Laurent Madouas, Frans wielrenner
- 1969 - Hugo Brizuela, Paraguayaans voetballer
- 1969 - Joost Karhof, Nederlands radio- en tv-journalist en -presentator (overleden 2017)
- 1969 - Katrien Maenhout, Belgisch atlete
- 1969 - Mary McCormack, Amerikaans actrice
- 1970 - Tamar van den Dop, Nederlands actrice, regisseuse en scenarioschrijfster
- 1970 - André Steiner, Duits roeier
- 1971 - Kees Tel, Nederlands producer & componist
- 1971 - Dmitri Neljoebin, Russisch baanwielrenner (overleden 2005)
- 1972 - Daniele Nardello, Italiaans wielrenner
- 1973 - Marc Lloyd Williams, Welsh voetballer
- 1973 - Mel Wallis de Vries, Nederlands jeugdboekenschrijfster
- 1974 - Ulises de la Cruz, Ecuadoraans voetballer
- 1974 - Guy-Manuel de Homem-Christo, Frans musicus
- 1974 - Susan May Pratt, Amerikaans actrice
- 1975 - Lucas Winnips, Nederlands schrijver
- 1976 - Sissy van Alebeek, Nederlands wielrenster
- 1977 - Shigeru Aburaya, Japans atleet
- 1977 - Ousmane Dabo, Frans voetballer
- 1977 - Dave Farrell, Amerikaans bassist
- 1977 - Petr Fulín, Tsjechisch autocoureur
- 1977 - Roman Kostomarov, Russisch kunstschaatser
- 1978 - Laurens Joensen, Nederlands singer-songwriter
- 1978 - Josu Silloniz, Spaans wielrenner
- 1979 - Saskia Meijer, Nederlands atlete
- 1979 - Steven H, Belgisch rapper
- 1980 - Free Souffriau, Belgisch actrice
- 1980 - Minne Veldman, Nederlands organist
- 1981 - Bryan van Dijk, Nederlands judoka
- 1981 - Bertrand Grospellier, Frans pokerspeler
- 1981 - Sara Mustonen, Zweeds wielrenster en voormalig bokser
- 1982 - Katrin Leumann, Zwitsers mountainbikester en veldrijdster
- 1982 - Rory Sutherland, Australisch wielrenner
- 1982 - Zersenay Tadese, Eritrees atleet
- 1983 - Atiba Hutchinson, Canadees voetballer
- 1983 - Ivan Skobrev, Russisch schaatser
- 1984 - Manon Flier, Nederlands volleybalster
- 1984 - Saadia Himi, Nederlands miss
- 1984 - Simone Iacone, Italiaans autocoureur
- 1984 - Manuel Osborne-Paradis, Canadees alpineskiër
- 1986 - Eefje de Visser, Nederlands songwriter/zangeres
- 1988 - Norbert Trandafir, Roemeens zwemmer
- 1989 - Bronte Barratt, Australisch zwemster
- 1989 - Nick Delpopolo, Amerikaans judoka
- 1991 - Tee Jing Yi, Maleisisch badmintonster
- 1991 - Michael Lang, Zwitsers voetballer
- 1991 - Kim Polling, Nederlands judoka
- 1991 - Genzebe Dibaba, Ethiopisch atlete
- 1992 - Christopher Mandiangu, Duits voetballer
- 1992 - Bruno Martins Indi, Portugees-Nederlands voetballer
- 1992 - Alonzo Russell, Bahamaans atleet
- 1993 - Matej Falat, Slowaaks alpineskiër
- 1994 - Hakan Çalhanoğlu, Turks voetballer
- 1994 - Thomas Grøgaard, Noors voetballer
- 1994 - Tsubasa Hasegawa, Japans schaatser
- 1994 - Ingo van Weert, Nederlands voetballer
- 1995 - Mijat Gaćinović, Servisch voetballer
- 1995 - Joshua Kimmich, Duits voetballer
- 1997 - Henriikka Mäkelä, Fins voetbalster
- 1997 - Anton Walkes, Brits voetballer (overleden 2023)
- 1998 - Nurija van Schoonhoven, Nederlands voetbalster
- 1999 - Alessia Russo, Engels voetbalster
- 1999 - Kristine Stavås Skistad, Noors langlaufster
- 2000 - Mathilde Gremaud, Zwitsers freestyleskiester
- 2001 - Karolien Goris, Belgisch zangeres
- 2002 - Rômulo Cardoso, Braziliaans voetballer
- 2002 - Nienke Wierda, Nederlands voetbalster
- 2003 - Aiko Beemsterboer, Nederlands actrice
- 2003 - Mika Biereth, Deens-Engels voetballer
- 2008 - Kaden Braithwaite, Engels voetballer
- 2008 - Stijn De Ruijter, Belgisch basketballer

## Overleden

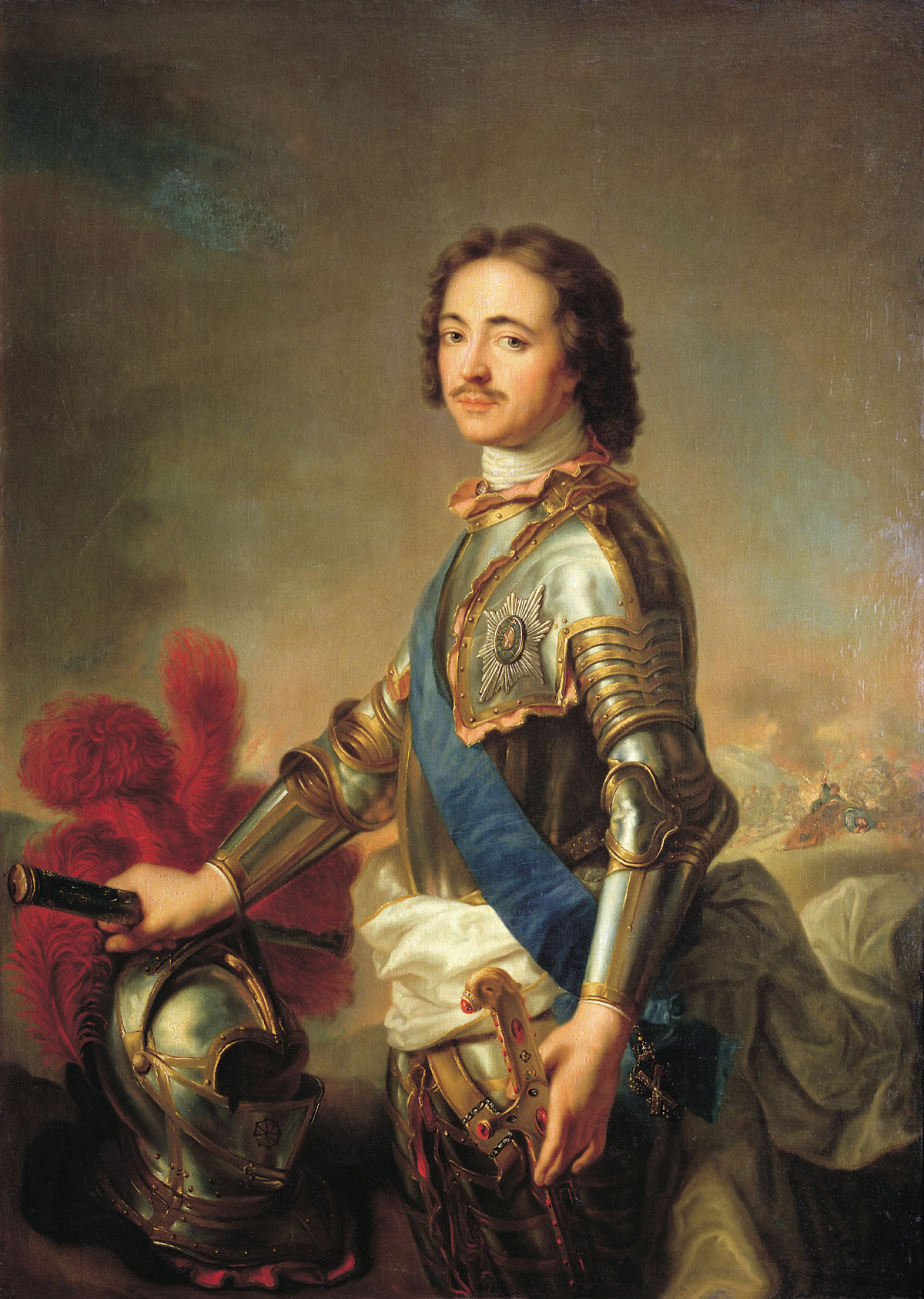
Tsaar Peter de Grote,
overleden in 1725

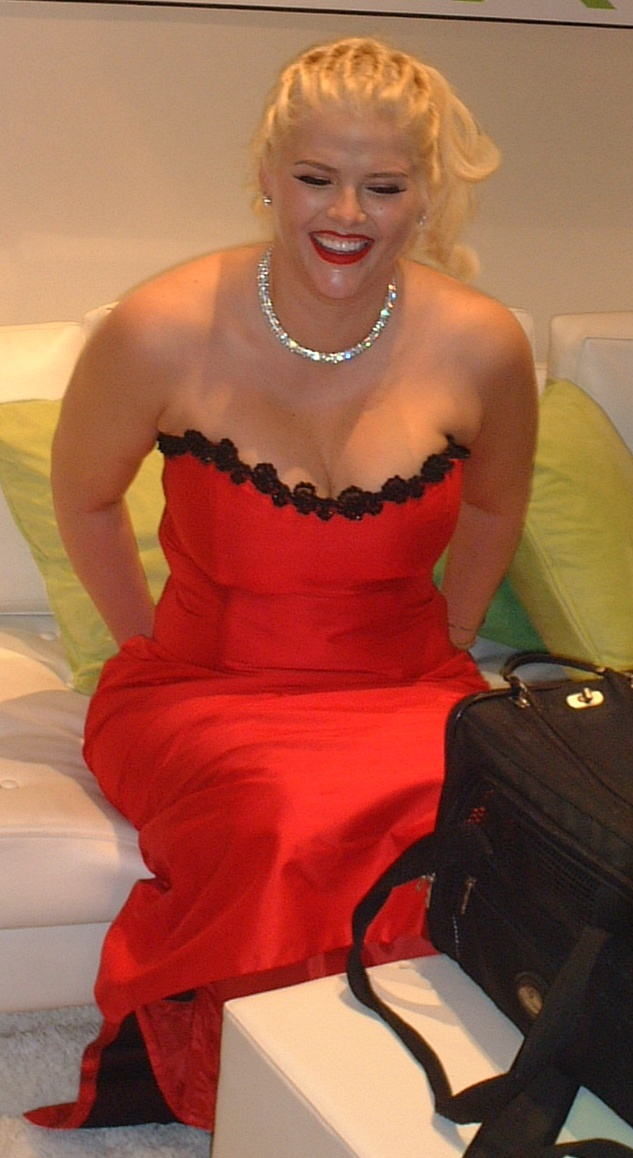
Anna Nicole Smith,
overleden in 2007

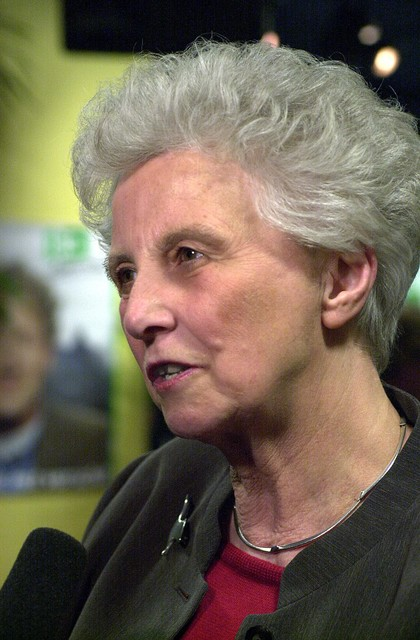
Els Borst,
overleden in 2014

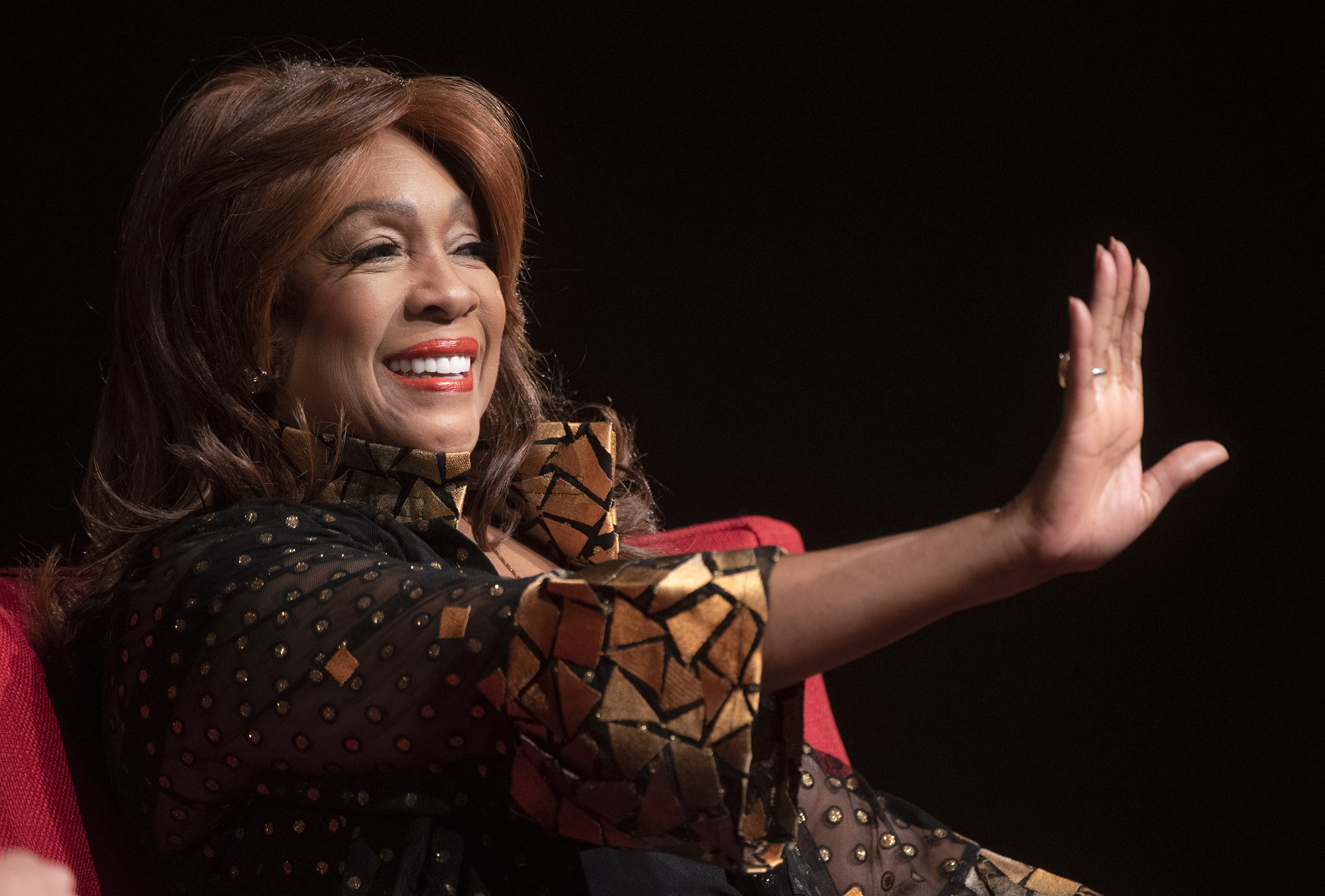
Mary Wilson,
overleden in 2021

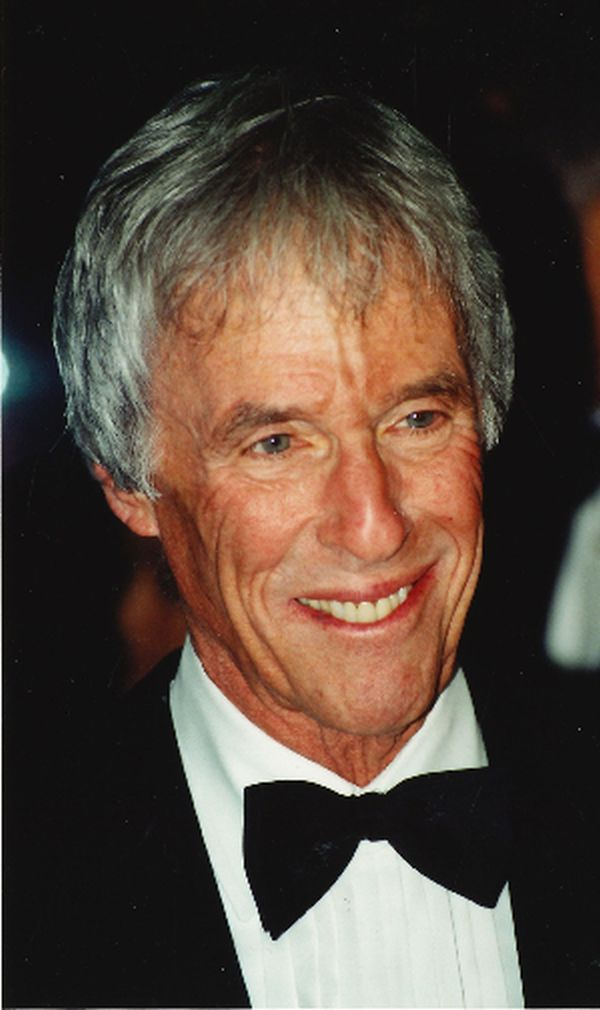
Burt Bacharach,
overleden in 2023

- 1587 - Mary I (44), Schots koningin
- 1611 - Jan Huygen van Linschoten (47), Nederlands koopman en ontdekkingsreiziger
- 1725 - Peter I van Rusland (52), Russisch tsaar
- 1824 - Rhijnvis Feith (71), Nederlands dichter en (toneel)schrijver
- 1837 - Ernst Bagelaar (61), Nederlands militair en kunstenaar
- 1849 - France Prešeren (48), Sloveens dichter
- 1878 - Elias Magnus Fries (83), Zweeds mycoloog
- 1887 - Nicolaas Kamperdijk (71), Nederlands architect
- 1890 - Herman van Cappelle (64), Nederlands medicus
- 1907 - Ericus Gerhardus Verkade (71), Nederlands ondernemer
- 1917 - Diomede Falconio (74), Italiaans curiekardinaal
- 1921 - Francis Hagerup (68), Noors politicus
- 1928 - Marcelo Adonay (70), Filipijns componist en dirigent
- 1928 - Theodor Curtius (70), Duits scheikundige
- 1942 - Fritz Todt (50), Duits ingenieur en minister in het Derde Rijk
- 1953 - Marius Cornelis van Houten (73), Nederlands militair en museumdirecteur
- 1957 - John von Neumann (53), Hongaars-Amerikaans wiskundige
- 1959 - Willem Rip (55), Nederlands politicus en hoogleraar
- 1966 - Martien Beversluis (71), Nederlands schrijver en dichter
- 1969 - Kurt Kuhnke (58), Duits autocoureur
- 1973 - Max Yasgur (53), Amerikaans melkveehouder
- 1974 - Fritz Zwicky (75), Zwitsers astronoom
- 1975 - Robert Robinson (88), Brits chemicus
- 1979 - Arthur May (75), Surinaams politicus en premier (1969)
- 1980 - Zezé Procópio (66), Braziliaans voetballer
- 1982 - Kurt Edelhagen (61), Duits bigbandleider
- 1984 - Karel Miljon (80), Nederlands bokser
- 1987 - Hendrik Koekoek (74), Nederlands politicus
- 1990 - Del Shannon (55), Amerikaans entertainer
- 1991 - Pier Giacomo Pisoni (62), Italiaans historicus, paleograaf en archivaris
- 1991 - Maurits Troostwijk, Nederlands jurist en politicus
- 1997 - Jan Morsing (58), Nederlands voetbaltrainer
- 1999 - Iris Murdoch (79), Iers schrijfster
- 2001 - Giuseppe Casoria (92), Italiaans curiekardinaal
- 2001 - Theo Klouwer (53), Nederlands drummer
- 2002 - Zizinho (80), Braziliaans voetballer
- 2005 - Gaston Rahier (58), Belgisch motorcrosser
- 2005 - Jimmy Smith (76), Amerikaans jazzorganist
- 2006 - Larry Black (54), Amerikaans atleet
- 2006 - Ron Greenwood (84), Engels voetballer en voetbaltrainer
- 2006 - Akira Ifukube (91), Japans componist en violist
- 2007 - Anna Nicole Smith (39), Amerikaans model en actrice
- 2008 - Eva Dahlbeck (87), Zweeds actrice
- 2009 - Marian Cozma (26), Roemeens handbalspeler
- 2009 - Terry Spencer (90), Brits oorlogsfotograaf
- 2010 - Isidoor Van de Wiele (85), Belgisch atleet
- 2011 - Luiz Bueno (74), Braziliaans autocoureur
- 2011 - Marie-Rose Morel (38), Belgisch politica
- 2011 - Eugenio Toussaint (56), Mexicaans componist en pianist
- 2013 - Giovanni Cheli (94), Italiaans kardinaal
- 2013 - Ian Lister (65), Schots voetballer
- 2013 - William Smith (88), Amerikaans zwemmer
- 2014 - Els Borst (81), Nederlands politica
- 2014 - Philippe Mahut (57), Frans voetballer
- 2014 - Maicon Pereira de Oliveira (Maicon) (25), Braziliaans voetballer
- 2016 - Amelia Bence (101), Argentijns actrice
- 2016 - John Disley (87), Brits atleet
- 2016 - Luigi Ferrari Bravo (82), Italiaans hoogleraar en rechter
- 2017 - Elihu Lauterpacht (88), Brits rechtsgeleerde, rechter, hoogleraar en diplomaat
- 2017 - Peter Mansfield (83), Brits natuurkundige en Nobelprijswinnaar
- 2017 - Tara Palmer-Tomkinson (45), Brits tv-presentatrice
- 2017 - Steve Sumner (61), Nieuw-Zeelands voetballer
- 2017 - Viktor Tsjanov (57), Sovjet-Oekraïens voetballer
- 2017 - Jan Vansina (87), Belgisch historicus en antropoloog
- 2019 - Robert Ryman (88), Amerikaans kunstenaar
- 2020 - Robert Conrad (84), Amerikaans acteur
- 2020 - Ron McLarty (72), Amerikaans acteur en schrijver
- 2020 - Theo Slijkhuis (81), Nederlands voetballer
- 2020 - Volker Spengler (80), Duits acteur
- 2021 - Koen Blijweert (64), Belgisch zakenman en lobbyist
- 2021 - Jean-Claude Carrière (89), Frans acteur, filmregisseur en scenarioschrijver
- 2021 - GertJan Nijpels (69), Nederlands burgemeester
- 2021 - Els Vader (61), Nederlands atlete
- 2021 - Mary Wilson (76), Amerikaans zangeres
- 2022 - Bill Lienhard (92), Amerikaans basketballer
- 2022 - Luc Montagnier (89), Frans viroloog
- 2022 - Robert Robinson (94), Amerikaans basketballer
- 2023 - Burt Bacharach (94), Amerikaans componist
- 2023 - Miroslav Blažević (87), Kroatisch voetbaltrainer en -speler
- 2023 - Elena Fanchini (37), Italiaans alpineskiester
- 2023 - Volkan Kahraman (43), Oostenrijks-Turks voetballer
- 2023 - Cody Longo (34), Amerikaans acteur
- 2023 - Vladimir Morozov (82), Sovjet-Turkmeens kanovaarder
- 2023 - Ivan Silajev (92), Russisch politicus
- 2023 - Branka Veselinović (104), Servisch actrice
- 2024 - Willem van Schendel (73), Nederlands jurist
- 2024 - Gurdev Singh (90), Indiaas hockeyer
- 2025 - Gyalo Döndrub (96), Tibetaans verzetsstrijder en diplomaat
- 2025 - Peter van der Hurk (75), Nederlands paragnost
- 2025 - Yrjö Kukkapuro (91), Fins meubelontwerper en interieurarchitect
- 2025 - Sam Nujoma (95), Namibisch politicus; eerste president van Namibië (1990-2005)

## Viering/herdenking

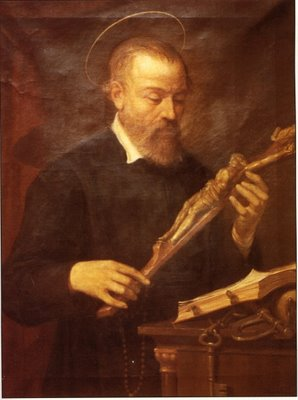
H. Hiëronymus Emiliani

- Dies natalis van de Universiteit Leiden
- Sterfdag van de Sloveense dichter France Prešeren, een nationale feestdag in Slovenië
- Rooms-Katholieke kalender:
  - Heilige Hiëronymus Emiliani († 1537) - Vrije Gedachtenis
  - Heilige Jozefina Bakhita († 1947) - Vrije Gedachtenis
  - Heilige Me(i)ngold (van Hoei) († 892) - Gedachtenis (in Bisdom Luik)
  - Heilige Juventius (van Pavia) († 397)
  - Heilige Paul van Verdun († 649)
  - Heilige Stefanus van Muret († 1124)
  - Zalige Jacoba (Frangipani) († 1239)

## Weerextremen

### Nederland
| | Officiële records | Officiële records | Officiële records |      | Landelijke records            | Landelijke records | Landelijke records |
| Gebeurtenis | Jaar              | Extreem           | Locatie           | Jaar | Extreem                       | Locatie            | |
| --- | ----------------- | ----------------- | ----------------- | ---- | ----------------------------- | ------------------ | --- |
| Laagste etmaalgemiddelde temperatuur (°C) | 1942              | −9,6              | De Bilt           |      | 1942                          | −13,5              | Maastricht |
| Hoogste etmaalgemiddelde temperatuur (°C) | 2002              | 10,1              | De Bilt           |      | 1990                          | 11,0               | Marknesse |
| Laagste minimumtemperatuur (°C) | 1942              | −17,4             | De Bilt           |      | 1996                          | −18,1              | Twenthe |
| Hoogste minimumtemperatuur (°C) | 1903              | 8,5               | De Bilt           |      | 2022                          | 8,8                | Schiphol |
| Laagste maximumtemperatuur (°C) | 1947              | −5,7              | De Bilt           |      | 1942                          | −9,5               | Maastricht |
| Hoogste maximumtemperatuur (°C) | 1990              | 14,5              | De Bilt           |      | 1990                          | 15,3               | Eindhoven |
| Hoogste uurgemiddelde windsnelheid (m/s) | 1906, 1946        | 14,9              | De Bilt           |      | 1990                          | 23,1               | Huibertgat |
| Hoogste windstoot (m/s) | 1990              | 27,8              | De Bilt           |      | 2004                          | 41,0               | Rotterdam Geulhaven |
| Langste zonneschijnduur (uur) | 1936              | 8,6               | De Bilt           |      | 1960 1992 2005 2008 2011 2023 | 8,7                | Vlissingen Arcen, Herwijnen Volkel Arcen, Ell, Vlissingen, Volkel Vlissingen Eindhoven, Ell, Heino, Hoek van Holland, Volkel, Vlissingen, Westdorpe, Wilhelminadorp |
| Langste neerslagduur (uur) | 1946              | 22,3              | De Bilt           |      | 1946                          | 22,3               | De Bilt |
| Hoogste etmaalsom van de neerslag (mm) | 1946              | 53,9              | De Bilt           |      | 1946                          | 53,9               | De Bilt |
| Laagste etmaalgemiddelde relatieve vochtigheid (%) | 1917              | 59                | De Bilt           |      | 1919                          | 55                 | Vlissingen |
| Laagste uurwaarde luchtdruk op zeeniveau (hPa) | 1984              | 980,2             | De Bilt           |      | 1984                          | 979,2              | IJmuiden |
| Hoogste uurwaarde luchtdruk op zeeniveau (hPa) | 1919, 1960        | 1043,9            | De Bilt           |      | 1960                          | 1045,8             | Leeuwarden |
| Officiële records worden altijd gemeten op het KNMI-weerstation in De Bilt. Landelijke records kunnen worden gemeten op elk officieel KNMI-weerstation in Nederland. |                   |                   |                   |      |                               |                    | |

Uitzonderlijke gebeurtenissen
- 1919 - Officieel laagste minimumtemperatuur in °C van het jaar gemeten in De Bilt: −12,9
- 1946 - Officieel maandrecord hoogste etmaalsom van de neerslag in mm van februari gemeten in De Bilt: 53,9
- 1946 - Landelijk maandrecord hoogste etmaalsom van de neerslag in mm van februari gemeten in De Bilt: 53,9
- 2023 - Officieel laagste minimumtemperatuur in °C van februari dit jaar gemeten in De Bilt: −5,4
- 2024 - Officieel laagste etmaalgemiddelde temperatuur in °C van februari dit jaar gemeten in De Bilt: 2,8 (voorlopig)
- 2024 - Landelijk laagste etmaalgemiddelde temperatuur in °C van februari dit jaar gemeten in  Eelde: 0,1 (voorlopig)
- 2024 - Officieel laagste minimumtemperatuur in °C van februari dit jaar gemeten in De Bilt: −0,2 (voorlopig). Samen met 7 en 28 februari
- 2024 - Landelijk laagste minimumtemperatuur in °C van februari dit jaar gemeten in Eelde: −4,1 (voorlopig)
- 2024 - Landelijk laagste maximumtemperatuur in °C van februari dit jaar gemeten in Eelde: 3,7 (voorlopig)

### België
Dagrecords
- 1942 - Laagste etmaalgemiddelde temperatuur −10,4 °C
- 1990 en 1912 - Hoogste etmaalgemiddelde temperatuur 10,9 °C
- 1895 - Laagste minimumtemperatuur −15,3 °C
- 2008 en 1912 - Hoogste maximumtemperatuur 14,5 °C
- 1946 - Hoogste etmaalsom van de neerslag 20,8 mm

Uitzonderlijke gebeurtenissen
- 1969 - In Koksijde valt 22 cm sneeuw.
- 1984 - Neerslagtotaal in Chiny: 176 mm tussen 3 en 8 februari.
- 1988 - Tornado veroorzaakt schade tussen Gistel en Bredene, nabij Oostende.

<< · 1 · 2 · 3 · 4 · 5 · 6 · 7 · 8 · 9 · 10 · 11 · 12 · 13 · 14 · 15 · 16 · 17 · 18 · 19 · 20 · 21 · 22 · 23 · 24 · 25 · 26 · 27 · 28 · 29 · (30) · >>